# 情報経営イノベーション専門職大学
情報経営イノベーション専門職大学（じょうほうけいえいイノベーションせんもんしょくだいがく、英語: Professional University of Information and Management for Innovation）は、東京都墨田区に本部を置く私立の専門職大学である。略称はiU。

## 概要
専門職大学として2020年4月に開学する。教員の約80パーセント (％) は実務家である。640時間の臨地実務実習、起業やプレゼンテーションについて4年間必修で学ぶイノベーションプロジェクトなど、理論と実践でイノベーション人材を育成する。産学連携プロジェクトのほか、起業について学内外から出資や助言を得られる。
経済産業省産業技術環境局大学連携推進室による『大学発ベンチャー実態等調査（令和5年度）』内の大学発ベンチャー増加率2022年度比で、国内大学2年連続1位となる。
学長は元慶應義塾大学大学院メディアデザイン研究科 (KMD) 教授の中村伊知哉、運営主体は 日本電子専門学校を運営する学校法人電子学園、研究所「B Lab」所長は石戸奈々子、である。

## 沿革
- 1951年 - 社団法人ラジオ技術協会設立。日本ラジオ技術学校設立
- 1953年 - 日本ラジオ技術学校を日本高等ラジオ技術学校と改称
- 1961年 - 日本高等ラジオ技術学校を日本電子専門学校と改称
- 1963年 - 学校法人電子学園として認可
- 1976年 - 日本電子専門学校が専門学校（専修学校専門課程）として認可
- 2018年10月 - 「i 専門職大学」（ICTイノベーション学部・ICTイノベーション学科）として設置認可申請
- 2019年11月 - 「iU 情報経営イノベーション専門職大学」（情報経営イノベーション学部・情報経営イノベーション学科）として設置認可
- 2020年4月 - 開学

## 学部
- 情報経営イノベーション学部
  - 情報経営イノベーション学科

## 大学関係者と出身者
- 情報経営イノベーション専門職大学の人物一覧
- 中村伊知哉（学長）
- 古賀稔邦（副学長）

## 対外関係

### 中学・高校・大学・大学院
- 東京女子学園高等学校（学校法人東京女子学園）  - 「高大連携協定」を締結[2]
- 昭和学院中学・高等学校（学校法人昭和学院）  - 「高大連携協定」を締結[3]
- 札幌静修高等学校（学校法人札幌静修学園）‐「高大連携協定」を締結[4]
- 星の杜中学校・高等学校（学校法人宇都宮海星学園）‐「高大連携協定」を締結[5]
- 藤村女子中学・高等学校  - 「高大連携協定」を締結[6]
- ワオ高等学校 - 「高大連携協定」を締結
- 御殿場西高等学校（学校法人東駿学園）‐「高大連携協定」を締結[7]
- 学校法人東福岡学園 - 「高大連携協定」を締結[8]
- 慶應義塾大学大学院メディアデザイン研究科 - 「教育・研究・社会貢献活動に関する包括連携協定」を締結[9]
- 北陸先端科学技術大学院大学（JAIST）‐「教育・学術交流に関する協定及び推薦入学に関する協定」を締結[10]
- SBI大学院大学 - 「入学優遇制度に関する協定」を締結[11]

### 海外の大学
- 米国カリフォルニア大学サン・ディエゴ校  - 「包括的提携」に合意
- 米国イリノイ大学シカゴ校  - 「包括的提携」に合意
- 英国シェーフィールド大学  - 「包括的提携」に合意
- シンガポール国立大学  - 「包括的提携」に合意
- 米英国ニコラ・テスラ大学院大学  - 「包括的提携」に合意
- アフリカアクレ連邦技術大学  - 「包括的提携」に合意[2]

### 企業
- DMM.make AKIBA- 「包括連携協定」を締結[12]

### 地方自治体等
- 京都府京丹後市 - 「地域創生協定」を締結
- 東京都墨田区 -「包括的連携協定」を締結 [13]